# Rattlesnake Lake
Rattlesnake Lake är en sjö i Kanada.   Den ligger i provinsen Alberta, i den södra delen av landet, 2 700 km väster om huvudstaden Ottawa. Rattlesnake Lake ligger 800 meter över havet. Arean är 0,28 kvadratkilometer. Den sträcker sig 0,9 kilometer i nord-sydlig riktning, och 0,6 kilometer i öst-västlig riktning.
Trakten runt Rattlesnake Lake består i huvudsak av gräsmarker. Trakten runt Rattlesnake Lake är nära nog obefolkad, med mindre än två invånare per kvadratkilometer.